# Тетрада Фалло
Тетра́да Фалло́ (англ. Tetralogy of Fallot) — вроджена вада серця, що класично має 4 анатомічних компоненти: вентрикулосептальний дефект, обструкцію вивідного тракту правого шлуночка, декстрапозицію аорти та гіпертрофію правого шлуночка серця.

## Історія
| 1846 | Англійський лікар Томас Пікок (Thomas Bevill Peacock) при аутопсії пацієнта писав: «У цьому випадку виражене звуження гирла легеневої артерії, в сполученні з дефектом у міжпередсердній перетинці, та аортою, що частково відходить від правого шлуночка… Серце було взяте у дитини у віці 2 років 5 місяців, яка проявляла дуже виражені симптоми ціанозу, що з'явилися через 3 місяці після народження.» |
| 1888 | Французький лікар Ет'єн-Луї Фалло (Etienne-Louis Fallot) вперше детально описав «синюшну хворобу». Він показав, що ця хвороба може бути діагностована лише після смерті хворого, та при сполученні 4-х анатомічних компонентів вади. |
| 1944 | Американський хірург Альфред Блелок (Alfred Blalock) у тісній співпраці з американським кардіологом Хелен Тауссіг (Helen Brooke Taussig) провів першу у світі успішну паліативну кардіохірургічну операцію 15-місячній дівчинці з тетрадою Фало (ТФ), приєднавши ліву підключичну артерію до лівої легеневої артерії за допомогою анастомоза «кінець в кінець» (end-to-end), тим самим змусивши кров від лівого шлуночка потрапляти у мале коло кровообігу. Операцію пізніше було названо Анастомоз Блелока-Тауссіг. |
| 1962 | Німецький лікар Кліннер (Klinner) запропонував протезний кондуїт між правою підключичною артерію та правою легеневою артерією. Операцію пізніше було названо Модифікований Анастомоз Блелока-Тауссіг. |

## Морфологія
4 анатомічних компоненти:
- Вентрикулосептальний дефект (ВСД) — дефект міжшлуночкової перетинки, який сполучає між собою правий та лівий шлуночки серця. ВСД при ТФ завжди великий та нерестриктивний. Як правило це перимембранозний ВСД (англ. perimembranous VSD), м'язевий ВСД (англ. muscular VSD), подвійно-комітуючий ВСД (англ. doubly committed VSD) або юкстаартеріальний ВСД (англ. juxtaarterial VSD)
- Обструкція вивідного тракту правого шлуночка — відбувається за рахунок однієї з перелічених або комбінацій анатомічних компонентів. До них входять інфундибулярний стеноз вивідного тракту правого шлуночку, клапанний стеноз легеневої артерії, обструкція за рахунок гіпертрофованого міокарду правого шлуночка, гіпоплазія стовбура та/або гілок легеневої артерії[5]
- Декстрапозиція аорти — аорта відходить частково від правого шлуночка, але кровотік в ній підтримується домінантно за рахунок роботи лівого шлуночка
- Гіпертрофія правого шлуночка серця — гіпертрофія м'язевого компоненту правого шлуночка розвивається з віком

### Асоціація з іншими вродженими вадами серця
ТФ може бути асоційована з Атрезією легеневої артерії, Вісутністю стулок клапану легеневої артерії, Атріовентрикулярним септальним дефектом, «Широкорозставленим» трикуспідальним клапаном (англ. "Straddling" tricuspid valve), аномаліями вінцевих артерій.

### Асоціація з хромосомними аномаліями
47,XX/XY+13 (Синдром Патау)

47,XX/XY+18 (Синдром Едвардса)

47,XX/XY+21 (Синдром Дауна) OMIM 190685

## Патофізіологія
При ТФ в організмі людини не відбувається достатньої оксигенації крові внаслідок змішування ненасиченої (венозної) з насиченою (артеріальною) киснем кров'ю у лівому шлуночку серця через ВСД. Слід зазначити, що майже вся кров з обох шлуночків переважно виходить із серця завдяки аорті, так як кров із правого шлуночка не може вийти в легеневу артері, завдяки обструкції його вивідного тракту. Це явище відомо, як право-лівий шунт.

## Ознаки та симптоми

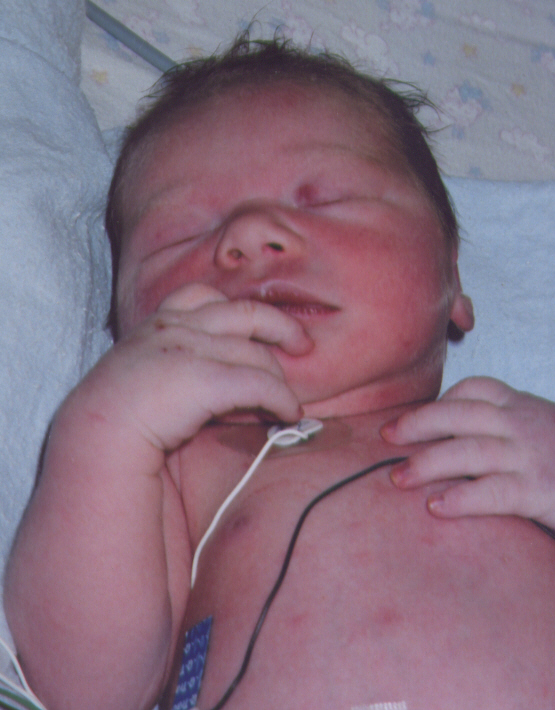
Ціаноз у новонародженого. Спостерігається синюшність шкіри

- Ціаноз — синюшність зовнішніх покривів тіла — Як правило постійний, але може бути непостійним із нападами задухи
 — У дітей, що мають добре виражений інфундибулярний стеноз та клапанний стеноз легеневої артерії ціаноз спостерігається із самого їх народження
 — У 25 % новонароджених ціаноз при народженні взагалі відсутній, але може з'явитися через кілька тижнів, місяців та років, що пов'язано з розвитком інфундибулярного стенозу[6]
- Помірний систолічний шум при аускультації серця — Шум може зникати час від часу
 — Подовжені шуми можуть бути аускультовані при доброму розвитку аорто-легеневих колатералей
- Поліцитемія за рахунок еритроцитозу
- Загальні ознаки, що характерні для дітей з вродженими вадами серця: Відставання у фізичному розвитку, Швидка втома при незначному фізичному навантаженні, Підвищена збудливість

## Діагностика

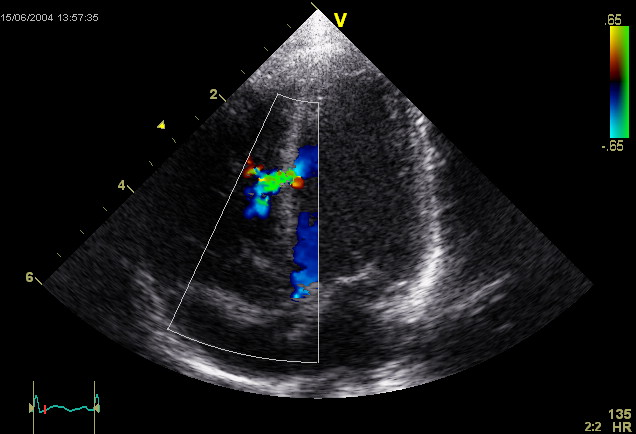
На зображенні, що зроблено за допомогою ехокардіографії в доплерівському режимі — видно Ветрикулосептальний дефект, що пропускає крізь себе «кольоровий струмінь» — скид крові з лівого шлуночка у правий.

- Пульсоксиметрія та аналіз газів артеріальної крові

Знижені показники напруження кисню в артеріальній крові (норма 96-100 %)
- Оглядова рентгенографія органів грудної порожнини — Серце має форму «черевика»
 — Недостатньо виражений легеневий судинний малюнок
 — Збільшення правого передсердя
 — Правостороння аортальна дуга (20-25 % пацієнтів)
- Електрокардіографія — Виявляє гіпертрофію правого шлуночка серця та відхилення осі серця вправо
- Ехокардіографія — Візуалізується вентрикулосептальний дефект, декстрапозиція аорти та обструкція вивідного тракту правого шлуночку
- Рентгенконтрастна катетеризація порожнин серця — Не обов'якова для всіх пацієнтів
 — Показана, якщо не вдається візуалізувати анатомічні компоненти вади
 — Показана пацієнтам з підвищеним легеневим судинним опором
 — У разі точнішої діагностики анатомії гілок леневої артерії
 — Для виявлення аорто-легеневих колатералей у разі атрезії легеневої артерії
- Комп'ютерна томографія
- Магнітно-резонансна томографія

## Лікування
25 % відсотків пацієнтів з діагнозом ТФ, яким не було надано кардіохірургічну допомогу гинуть на першому році життя, 40 % у віці до 3-х років, 70 % у віці до 10 років, 95 % не доживають до 40 років

### Медикаментозне
Завданням медикаментозної терапії є зниження зовнішньої респіраторної підтримки, зниження системного венозного повернення, підвищення периферійного венозного повернення.
- Анальгетики — Морфіна сульфат (Morphine sulfate) — наркотичний анальгетик знижує залежність пацієнта від зовнішньої респіраторної підтримки, не пригнічуючи функції зовнішнього дихання, підвищує більш комфортний стан пацієнта, що сприяє доброму фізіологічному стану трахеобронхіального дерева.
- Агоністи альфа-адренорецепторів — Фенілефрін (Neo-Synephrine) проявляє вазоконстрикцію (звуження) артеріол, збільшуючи тим самим периферійне венозне повернення. Застосовується лише тимчасово з метою зняття нападів задухи, запобігаючи роботі право-лівого шунту та реверсує його на ліво-правий шунт.[7]

### Хірургічне
Більшість пацієнтів має адекватну сатурацію (напруження кисню в артеріальній крові 96-100 %) і тому можуть бути прооперовані у плановому порядку, але у випадках прогресивної гіпоксемії (75-80 %) мають бути прооперовані негайно. Напади задухи є другорядним показанням до операції.

В останні часи у світі використовується рання радикальна корекція ТФ у віці до 1 року. Операція включає в себе закриття ВСД заплатою з аутоперикарду, резекцію інфундибулярного стенозу, пластику заплатою з аутоперикарду вивідного тракту правого шлуночка та, в деяких випадках, стовбура легеневої артерії.